# Timon Stäubli
Timon Stäubli (* 1997) ist ein Schweizer Unihockeyspieler, der beim Nationalliga-A-Verein GC Unihockey unter Vertrag steht.

## Karriere
Stäubli debütierte 2016 in der Nationalliga A für den UHC Uster.